# Mo Ji-soo
Pour les articles homonymes, voir Mo.
Dans ce nom coréen, le nom de famille, Mo, précède le nom personnel.
Mo Ji-soo, né le 3 juin 1969, est un patineur de vitesse sur piste courte sud-coréen.

## Palmarès
- Médaillé d'or en relais sur 5 000 m aux Jeux olympiques d'hiver de 1992 à Albertville